# فریدریش-ویلهلم مولر
فریدریش-ویلهلم مولر (۲۹ اوت ۱۸۹۷–۲۰ مه ۱۹۴۷) نظامی اهل آلمان بود که در جریان جنگ جهانی دوم فرماندهی واحدهای مختلفی را بر عهده داشت. او در اوایل جنگ یک تیپ پیاده‌نظام را هدایت می‌کرد و تا سال ۱۹۴۳ فرمانده لشکر بیست و دوم چترباز بود. وی بعداً فرماندار جزیره کرت در مدیترانه شد. پس از جنگ، وی به جرم جنایات جنگی توسط دادگاهی در یونان محاکمه و اعدام شد.

## زندگی‌نامه
در بارمن در پروس متولد شد. وقتی جنگ جهانی اول آغاز شد، در لشکر دوم پیاده‌نظام خدمت می‌کرد. در سال ۱۹۱۵، به درجه ستوان دومی ارتقا یافت و به تیپ ۲۶۶ منتقل شد. بعد از جنگ، در نیروهای مسلح ماند و همچنان به پیشرفت ادامه داد و در سال ۱۹۳۶ به مقام سرگردی رسید. اندکی پس از آغاز جنگ جهانی دوم، به مقام سرهنگی نائل آمد.
ترفیع درجات:
- ۱۹۱۵: ستوان دوم
- ----: ستوان یکم
- ----: سروان
- ۱۹۳۶: سرگرد
- ۱ مه ۱۹۳۹: سرهنگ دوم
- ۱ ژانویه ۱۹۴۲: سرهنگ
- ۱ اوت ۱۹۴۲: سرتیپ
- ۱ آوریل ۱۹۴۳: سرلشکر
- ۱ ژوئیه ۱۹۴۴: سپهبد (ژنرال پیاده‌نظام)

او فرمانده هنگ ۱۰۵ پیاده‌نظام بود که تحرکاتی از ارتش شوروی مشاهده کرد، که برای آن وی در سال ۱۹۴۱ صلیب شوالیه آهنین و برگ‌های بلوط به صلیب شوالیه خود در سال ۱۹۴۲ اعطا شد. در ماه اوت سال ۱۹۴۲، به عنوان فرمانده لشکر بیست و دوم چترباز منصوب شد.
در پاییز سال ۱۹۴۳، مولر با پیروزی خود در برابر نیروهای ایتالیایی و بریتانیایی در تهاجم دودکان، نیروهای آلمانی را رهبری کرد. در ۱ ژوئیه سال ۱۹۴۴، وی به عنوان فرماندار جزیره کرت جایگزین برونو براور شد.
مولر همچنین در تاریخ ۲۲ اوت ۱۹۴۴ مسئولیت هولوکاست کیدروس را نیز بر عهده داشت. به دستور وی، پیاده‌نظام‌های آلمان ۱۶۴ غیرنظامی یونانی را به قتل رساندند که در روزهای آینده به دنبال ویران شدن اکثر روستاها، غارت و نابودی دام و برداشت محصول انجام گرفت. تا سال ۱۹۴۵، مولر فرمانده ارتش ۴ آلمان در جبهه شرقی بود. مولر جنگ را در شرق پروس به پایان رساند و در آنجا تسلیم ارتش سرخ شد.
پس از جنگ، وی توسط یک دادگاه نظامی در یونان به جرم جنایات جنگ محاکمه شد. در سال ۱۹۴۶، مولر توسط این دادگاه در آتن به جرم قتل‌عام گروگان‌ها به قصاص محکوم شد. وی در ۹ دسامبر سال ۱۹۴۶ به اعدام محکوم و در ۲۰ مه ۱۹۴۷ تیرباران شد.

## جوایز
- صلیب آهنین (۱۹۱۴) درجه ۲ (۲۵ مه ۱۹۱۶) و درجه ۱ (۲۹ اوت ۱۹۱۶)[۵]
- گیره صلیب آهنین (۱۹۳۹) درجه ۱ (۲۲ دسامبر ۱۹۳۹) و درجه ۲ (۱۲ ژوئن ۱۹۴۰)
- صلیب آلمانی در طلا در ۱۸ ژوئن ۱۹۴۳ به عنوان سرلشکر و فرمانده لشکر بیست‌ودوم پیاده‌نظام[۶]
- صلیب شوالیه صلیب آهنین با برگ‌های بلوط و شمشیر
  - صلیب شوالیه در ۲۲ سپتامبر ۱۹۴۱ به عنوان سرهنگ دوم و فرمانده هنگ ۱۰۵ پیاده‌نظام[۷]
  - ۸۶ بلوط بلوط در ۸ آوریل ۱۹۴۲ به عنوان سرهنگ و فرمانده هنگ ۱۰۵ پیاده‌نظام
  - ۱۲۸ شمشیر در ۲۷ ژانویه ۱۹۴۵ به عنوان سپهبد و فرمانده سپاه ۶۸